# Ungarische Billie-Jean-King-Cup-Mannschaft
Die ungarische Billie-Jean-King-Cup-Mannschaft ist die Tennisnationalmannschaft von Ungarn, die im Billie Jean King Cup eingesetzt wird. Der Billie Jean King Cup (bis 1995 Federation Cup, 1996 bis 2020 Fed Cup) ist der wichtigste Wettbewerb für Nationalmannschaften im Damentennis, analog dem Davis Cup bei den Herren.

## Geschichte
Erstmals am Billie Jean King Cup teilgenommen hat Ungarn im Jahr 1963. Die bisher größten Erfolge feierte das Team 1963 und 1985 mit dem Erreichen des Viertelfinales.

## Teamchefs (unvollständig)
- Levente Baratosi
- Gábor Juhász

## Bekannte Spielerinnen der Mannschaft
- Gréta Arn
- Tímea Babos
- Anna Földényi-Dicker
- Petra Mandula
- Ágnes Szávay
- Andrea Temesvári